# Carales albicans
Carales albicans är en fjärilsart som beskrevs av Walker 1855. Carales albicans ingår i släktet Carales och familjen björnspinnare. Inga underarter finns listade i Catalogue of Life.